# کلرپرومازین
کلرپرومازین (به انگلیسی: Chlorpromazine) که تحت نام‌های تجاری تورازین و لارگاکتیل در میان دیگران به بازار عرضه می‌شود، یک داروی ضد روان پریشی است. این ماده دارویی در درجه اول برای درمان اختلالات روانی مانند اسکیزوفرنی استفاده می‌شود. سایر کاربردها شامل درمان اختلال دو قطبی، بی خوابی، مشکلات شدید رفتاری در کودکان از جمله کسانی که دارای نقص توجه بیش فعالی، تهوع و استفراغ، اضطراب قبل از عمل و سکسکه هستند که به دنبال اقدامات دیگر بهبود نمی‌یابند. می‌توان از طریق دهان، یا تزریق به عضله تجویز کرد.کلرپرومازین اولین دارویی بود که در دهه های ۴۰ و ۵۰ میلادی رسماً بعنوان یک آنتی سایکوتیک تایید و وارد بازار شد. این دارو انقلابی در درمان بیماری های جنون و سایکوز بود که در درمان علائم مثبت اسکیزوفرنی بسیار موثر گزارش شد. این دارو ممکن است علائم منفی اسکیزوفرنی را تشدید کند که البته در اکثریت موارد این عارضه مشاهده می گردد. داروی پرفنازین نیز ساختاری مشابه کلرپرومازین دارد از آن جهت که هر دو از دسته فنوتیازین‌ها هستند. فنوتیازینها اختلالات حرکتی(عوارض خارج هرمی) گسترده ای را اغلب به دنبال دارد به همین سبب داروی بیپریدن برای حذف این علائم بعنوان مکمل در کنار آنها تجویز می گردد. تحقیقات جدیدتری نشان داده اند که مصرف سیگار اختلالات خارج هرمی را می تواند شدیداً تحریک کند که متاسفانه مصرف آن در بیماران اعصاب و روان شیوع گسترده دارد. داروی پرفنازین ده برابر بیشتر از کلرپرومازین میل به انسداد گیرنده های دوپامینی دارد، مکانیسمی که باعث درمان بیماران اسکیزوفرنی می شود. اگرچه هنوز مکانیسم دقیق اثرات مشخص نیست.
رده درمانی: فنوتیازینها، آنتی سایکوتیک
اشکال دارویی: قرص، آمپول

## موارد مصرف
کلرپرومازین در اختلالات شدید روانی (سایکوز) یا حملات حاد مانیا و به عنوان آرامبخش، بی اشتهایی عصبی، میگرن و فشار خون حاملگی، درمان وابستگی به مخدرها و در نوزادان دیستونی گردنی بکار می‌رود. کلرپرومازین همچنین در پورفیری و به عنوان بخشی از درمان کزاز مورد استفاده قرار گرفته‌است. هنوز هم برای مدیریت کوتاه مدت اضطراب شدید و پرخاشگری روانی توصیه می‌شود. درمان سکسکه‌های مقاوم و شدید، تهوع و استفراغ شدید از دیگر کاربردها هستند. علائم هذیان در بیماران مبتلا به ایدز در بیمارستان بستری با دوزهای پایین کلرپرومازین درمان شده‌است. کلرپرومازین همانند سایر داروهای ضد روانپریشی نسل اول علائم منفی اسکیزوفرنی را تشدید می‌کند.

## مکانیسم اثر
کلرپرومازین اثر درمانی خودرا به‌طور عمده با آنتاگونیزه کردن گیرنده‌های D2 دوپامین در سیستم اعصاب‌مرکزی در مسیر مزولیمبیک ومزوکورتیکال اعمال می‌نماید. همچنین‌گیرنده‌های موسکارینی، هیستامینی، سروتونینی و آلفا ـ آدرنرژیک بوسیله این‌دارو تحت تأثیر قرار می‌گیرند. مسدود شدن گیرنده‌های دوپامین در مزوکورتیکال توسط کلرپرومازین سبب تشدید علائم منفی اسکیزوفرنی مانند انزوای اجتماعی، ناتوانی در ابراز احساسات و افسردگی می‌گردد.

## عوارض جانبی
علائم خارج هرمی و درمصرف طولانی مدت دیسکینزی دیررس، کاهش دمای بدن، افزایش وزن، خواب آلودگی، بی‌ثباتی خلقی، رنگ‌پریدگی، کابوس شبانه، بی‌خوابی وافسردگی ممکن است ایجاد گردد. آثار ضدموسکارینی نظیر خشکی دهان، احتقان‌بینی، یبوست، اشکال در دفع ادرار و تاری‌دید از عوارض شایع دارو هستند. کاهش فشار خون، عوارض چشمی، کهیر، آسم، تورم حنجره، تغییر رنگ پوست

### موارد منع مصرف مطلق عبارتند از
نارسایی کبد، فئوکروموسیتوما، بیماری کبدی حاد، کما، مسمومیت با مواد، سرکوب کننده مغز استخوان، دپرسانت CNS

### موارد منع مصرف نسبی شامل موارد زیر است
تشنج، میاستنی گراویس، بیماری پارکینسون، هایپوپاراتیروییدیسم، هایپرتروفی پروستاتیک

### تداخلات
مصرف مواد غذایی قبل از مصرف کلرپرومازین به صورت خوراکی میزان جذب آن را محدود می‌کند، به همین ترتیب تزریق بنزروپین نیز می‌تواند جذب کلرپرومازین را کاهش دهد. الکل همچنین می‌تواند جذب کلرپرومازین را کاهش دهد. آنتی اسیدها جذب کلرپرومازین را کند می‌کنند. لیتیم و درمان مزمن با باربیتوراتها می‌توانند ترشح کلرپرومازین را به میزان قابل توجهی افزایش دهند. داروهای ضد افسردگی سه حلقه ای (TCAs) می‌توانند ترشح کلرپرومازین را کاهش دهند و از این رو قرار گرفتن در معرض کلرپرومازین را افزایش دهند. تزریق همراه با مهار کننده‌های CYP1A2 مانند سیپروفلوکساسین، فلووکسامین یا vemurafenib می‌تواند کلیرانس کلرپرومازین را کاهش دهد و از این رو باعث افزایش قرار گرفتن در معرض و اثرات بالقوه ای نیز می‌شود. کلرپرومازین همچنین می‌تواند اثرات مهار کننده CNS داروهایی مانند باربیتورات‌ها، بنزودیازپین‌ها، مواد افیونی، لیتیوم و بیهوشی را تقویت کرده و از این رو پتانسیل عوارض جانبی مانند سرکوب تنفسی و آرام بخشی را افزایش دهد.
همچنین می‌تواند از کلیرانس سوبستراهای CYP2D6 مانند دکسترومتورفان جلوگیری کند و از این رو اثرات آنها را نیز تقویت می‌کند. سایر داروها مانند کدئین و تاموکسیفن که نیاز به فعال شدن با CYP2D6 در متابولیتهای فعال مربوطه دارند، ممکن است اثرات درمانی آنها ضعیف باشد. به همین ترتیب، مهارکننده‌های CYP2D6 مانند پاروکستین یا فلوکستین می‌توانند ترشح کلرپرومازین را کاهش دهند و از این رو سطح سرمی کلرپرومازین را افزایش داده و از این رو اثرات منفی آن را نیز افزایش می‌دهد. کلرپرومازین همچنین باعث کاهش سطح فنی توئین و افزایش سطح اسید والپروئیک می شود. همچنین باعث کاهش ترشح پروپرانولول می‌شود و اثرات درمانی داروهای ضد دیابتی، لوودوپا (داروی پارکینسون) ، آمفتامین و داروهای ضد انعقاد را تضعیف می‌کند.. همچنین ممکن است برای ایجاد هیپوگلیسمی (قند خون پایین) با داروهای آنتی کولینرژیک مانند اورفنادرین تعامل داشته باشد.

## توصیه های پزشکی نحوه مصرف
- برای کاهش عوارض گوارشی بهتر است قرص کلرپرومازین با غذا مصرف کرد
- آمپول این دارو را میتوان هم به صورت عضلانی و هم به صورت وریدی تزریق کرد اما تزریق عضلانی آن معمولا بسیار دردناک است.
- قبل از تزریق وریدی کلرپرومازین باید دارو را داخل سرم یا میکروست رقیق کرد و به صورت آهسته انفوزیون شود.
- در صورت مصرف طولانی مدت این دارو، نباید به صورت ناگهانی ترک شود.
- در صورت تماس دارو با پوست دست و یا هر نقطه از بدن بهتر است آن ناحیه را بشورید.( میتواند باعث راش (ضایعه پوستی)شود.)